# Hong Jeong-ho (fotbollsspelare)
Hong Jeong-ho (hangul: 홍정호), född 12 augusti 1989 i Jeju, är en sydkoreansk fotbollsspelare som spelar för Jeonbuk Hyundai Motors. Han representerar även Sydkoreas landslag. Tidigare spelade han för Jeju United och FC Augsburg.